# Удар русских богов
«Удар русских богов» — неоязыческая антисемитская и антихристианская книга В. А. Иванова и В. В. Селиванова, изданная под псевдонимом Владимир Алексеевич Истархов. Впервые опубликована в 1999 году в Москве.
В книге приводится идея, что суть мировой истории составляет «расовая борьба» между евреями и «арийцами». Утверждается, что в далёком прошлом «неземная сатанинская цивилизация» создала «биороботов», известных ныне как евреи. Последние, в свою очередь, создали христианство с целью поработить свободных «арийцев», навязав им «религию слабых», и таким образом, подавив своих врагов, захватить власть над миром. «Русское язычество» рассматривается как национальная разновидность «общеарийской» религии — «ведизма», который превозносится за культ силы и свободу от христианской морали.
В книге заявлено, что она направлена против «главных еврейских религий», включая христианство и коммунизм. Автор пишет о своей принадлежности к язычеству, «исконной многотысячелетней религии русских и арийских народов», и заявляет о разоблачении «еврейских религий», рассматривая их как «информационное оружие для захвата и установления мирового господства высшей еврейской олигархией и их сатанинскими хозяевами». Автор заявляет: «Мы арийцы — дети наших Богов», а «наши Боги… в наших генах». Он называет Иисуса дьяволом и призывает «слушать Христовы заповеди и делать наоборот».
Автор пишет, что разделяет идеи Адольфа Гитлера и идеологию нацизма. Название книги разъясняется следующим образом: «Гитлер — это удар языческих богов по иудохристианству, коммунизму и сионизму».
Книга содержит призыв к подготовке русского восстания против евреев. Россия рассматривается как мононациональное государство, в котором следует установить этнократию в главе с русскими.
Книга описывается как одна из программных публикаций радикальных российских неоязычников.
Была найдена у Александра Копцева, в январе 2006 года совершившего нападение на прихожан московской синагоги на Большой Бронной улице и ранившего ножом нескольких из них. Неверующий Копцев признался, что, по его мнению, русской верой является «язычество». Эта идея убедила его в необходимости «убивать жидов». В 2007—2009 годов, а затем повторно в 2013 году, решениями судов ряда российских городов книга была признана экстремистской, «направленной на возбуждение религиозной и национальной розни». Включена в федеральный список экстремистских материалов. Книга также запрещена в Казахстане.

## Авторы
В 1998 году ещё до публикации книги автор под псевдонимом Владимир Истархов выступил в статье в газете Виктора Корчагина «Русские ведомости» с идеей о религиозной конфронтации между «русским (арийским) язычеством», с одной стороны, и христианством и иудаизмом — с другой.
Книга «Удар русских богов» В. А. Иванова и В. В. Селиванова издавалась под псевдонимом Владимир Алексеевич Истархов и написана от лица одного автора.
Автор называет себя «академиком Арийско-Русско-Славянской академии» и заявляет, что выступает от лица «мелких и средних собственников», интересы которых он в первую очередь защищает.
Лицо, заявленное как Владимир Истархов, пропагандирует свои взгляды среди неоязычников, например, на Первом международном славянском родовом вече в Киеве в июле 2003 года. Ссылки на книгу присутствуют на ряде неоязыческих сайтов. Пропаганду автор ведёт также через лекции, видеозаписи которых размещены Интернете.
В 2005 году автор под псевдонимом Владимир Истархов издал книгу, направленную против КОБР. В 2009 году решением суда Верх-Исетского района Екатеринбурга материалы книги были признаны экстремистскими, книга включена в федеральный список экстремистских материалов.
Лицо, заявленное как Владимир Истархов, и его «Российская правая партия» отмечены в числе участников «Русского марша» 2013 года в Москве.

## Содержание
В аннотации сообщается, что книга направлена против «главных еврейских религий», включая христианство и коммунизм. Автор заявляет о своей принадлежности к язычеству, «исконной многотысячелетней религии русских и арийских народов», и заявляет о разоблачении «еврейских религий», рассматривая их как «информационное оружие для захвата и установления мирового господства высшей еврейской олигархией и их сатанинскими хозяевами». Автор заявляет: «Мы арийцы — дети наших Богов», а «наши Боги… в наших генах». Он пишет о вредоносности «жидолюбивого» христианства и призывает «слушать Христовы заповеди и делать наоборот». Иудеохристианский Бог назван дьяволом, Иисус — расистом, параноиком и педерастом.
«Русское язычество» рассматривается как национальная разновидность «общеарийской» религии — «ведизма» и названо в моральном отношении значительно привлекательнее христианства, поскольку эта религия воспитывает не рабов, а воинов, предлагает не плакать, а веселиться, распространяет знание вместо слепой веры, вместо христианской богобоязни ставит веру в свои силы, раскрепощает естественную сексуальность, отбрасывает «двуличие христианской морали», на место самопожертвования ставит «здоровый эгоизм» и стремление к личному обогащению, на место «гнилого гуманизма» — право на возмездие, а на место общечеловеческих ценностей — «принцип здорового русского национального эгоизма». Из построений Б. А. Рыбакова заимствован Род — «двуполый Бог, сочетающий в себе мужское и женское начало», названный отцом и матерью богов. Утверждается, что русская церковная архитектура заимствована православными у язычников: «русские православные купола, это архитектурная форма выражения мужского фаллоса… эти фаллосы не обрезаны, ниже головок идут символические складки кожи».
Язычество, согласно автору поддерживает кастовую структуру и сословную организацию, в чём заключается естественное состояние человеческого общества. В книге одобряется социальное неравенство, истоки которого, по автору, находятся в генотипе, что отсылает к расовой теории: «Сейчас уже генетика чётко доказала неравенство не только людей, но и наций и рас. У разных наций и рас различный генотип». Автор одобрительно цитирует Адольфа Гитлера. Книга «Майн кампф» Гитлера названа «истинной и серьёзной». Из этого сочинения автор открыто заимствует идеи. Он симпатизирует нацистам, в частности за их склонность к неоязычеству. Заинтересованному читателю автор был готов рекомендовать и другую «хорошую антисемитскую литературу».
По мнению автора, приток евреев в русские земли начался с уничтожения князем Святославом Хазарии. Еврейские беженцы были заинтересованы в торговом значении Киева и с целью успешного «внедрения своих кадров в высшие эшелоны власти использовали свой любимый метод — совращение властителей через еврейских женщин». Излагается один из основных по мировоззренческой значимости русских неоязыческих мифов о еврейско-хазарском происхождении князя Владимира Святославича, из-за которого он и ввёл христианство, орудие порабощения «арийцев» евреями. Владимира назван сыном еврейки, не «робичичем» (как в летописях), а «раввинычем». Автор утверждает, что князь Владимир уничтожил «славянское летописание», «подробный Летописный Свод Русской Империи» и ввёл запрет на русскую историю до крещения. Процесс крещения Руси представлен христианским геноцидом.
Проводится идея, что суть мировой истории составляет «расовая борьба» между «арийцами» и евреями. Евреи обвиняются в половых извращениях, ритуальных убийствах «арийских детей», нечестности, фанатизме, деспотизме и «идейной работорговле». Утверждается, что иудейский бог отличается непомерной жестокостью. «Разоблачив», таким образом, истинную сущность евреев, автор далее сообщает о еврейском происхождении Христа, Маркса и Ленина, которых, по его мнению, именно принадлежность к еврейству сделала «выродками», давшими человечеству одно зло. Корни «мирового зла» возводятся к египетскому фараону Эхнатону, представителю «неземной сатанинской цивилизации», который первым предпринял попытку ввести единобожие. Его идеи веками использовались масонами и коммунистами. С полным доверием использована гипотеза Зигмунда Фрейда, что Моисей был египетским жрецом. Левиты названы «потомками оккультных древнеегипетских жрецов». Царя Соломона автор, используя созданный масонством миф, называет основателем масонства. «Мировое масонство» в книге связывается с «тайным правительством». Использованы идеи антисемитской пропаганды, ведущейся со второй половины XIX века, согласно которой евреи ответственны за гибель Римской империи, христианство на Руси было введено хазарами-иудеями, масоны и евреи организовали американскую революцию, Великую французскую революцию и Октябрьскую революцию в России, а также ответственны за обе мировых войны.
Христианство и коммунизм названы «лживыми религиями», которые тысячелетиями, на протяжении эры Рыб, навязываются народам мира с целью их порабощения. Автор обвиняет иудаизм в истреблении подлинных древних евреев и в создании вместо них «новых евреев в виде биороботов». Эти «биороботы», согласно автору, не сознают, что их запрограммировала высшая элита иудейства, левиты. Евреи лишены природных качеств через обрезание, которое ещё в младенчестве отрезает мистические связи с высшими духовными силами человека — основными чакрами. Сами левиты, согласно автору, не обрезаны (что не соответствует действительность). Идея евреев как гибридов преступников разных рас, созданных жрецами, заимствована из антисемитского сочинения «Десионизация» 1970-х годов одного из основателей русского неоязычества Валерия Емельянова.
Автор одобряет антисемитизм как «естественную защитную реакцию других народов от еврейского шовинизма» и призывает к привлечению борцов с антисемитизмом к уголовной ответственности. Утверждается, что современный мир страдает под еврейским гнётом, и для того, чтобы покончить с этим, необходимо восстановление «древней и национальной (не только для русских, но и для всех арийцев) религии язычества или ведизма», которая призвана стать «настоящей религией XXI века», эры Водолея, поскольку «настоящий национализм невозможен без своей национальной религии, без связи со своими родными Русскими Богами».
Утверждается, что «коммунизм — это порождение сионизма и сионистских масонских структур». Марксизм обвиняется в стремлении развязать гражданскую войну и разделаться с неевреями руками самих неевреев. Использована популярная антисемитская идея о «еврейской власти» в большевистской России. Сталин назван «грузинским евреем», который, однако, преследовал «жидов и сионистов». Еврейство Сталина автор выводит из еврейского имени Иосиф. Сталинские репрессии 1930-х годов автор одобряет: «В результате этих процессов (1934—1939 гг.) общая атмосфера в России резко изменилась к лучшему». Коммунизму автор противопоставляет не капитализм или какой-то другой социальный и экономический строй, а «язычество».
Согласно автору, двинувшись на Сталинград, Гитлер стремился уничтожить «древнюю столицу еврейского каганата Итиль», находившуюся на месте Сталинграда. Сталин с еврейским именем Иосиф не случайно назвал этот город своим именем. «Гитлер поставил себе задачу повторить подвиг Святослава и раздавить старинное жидовское гнездо Итиль — Сталинград». По мнению автора, во Второй мировой войне победила «мировая жидомасонская мафия и их оккультные хозяева», однако «Свастика еще не раз поднимется и воссияет над землей».
По мнению автора, в современными США правит еврейская финансовая олигархия, которая обирает американских налогоплательщиков. К иудеям отнесены Морганы, Рокфеллеры и Круппы.
Перестройку в СССР, по его мнению, тоже устроили евреи, якобы захватившие власть в современной России. Ведущим политикам России периода публикаций книги (Ельцин, Попов, Лужков, Примаков, Кириенко, Геращенко, Вольский и др.) автор приписывает еврейские фамилии. По его словам, даже антисемитское общество «Память» «бесструктурно управлялось» евреями. Александр Исаевич Солженицын на основании «еврейского» отчества назван «еврейским охвостьем».
Центральной идеей автора является религиозная конфронтация между «русским (арийским) язычеством», с одной стороны, и христианством и иудаизмом — с другой. Автор переиначивает тезис Сталина об обострении классовой борьбы, заявляя, что «при переходе к новой Эре война Богов обостряется». Книга содержит призыв к подготовке русского восстания против евреев. Главным оружием в этой борьбе названо «русское язычество». Допускается искусственное создание религии: «Даже если бы у нас не было национальной религии, её надо было бы придумать». Россию отождествляется только с русским народом. Автор считает её мононациональным государством, в котором следует установить этнократию в главе с русскими. Также автор пишет, что следует построить «наднациональное» государство, которое было бы «полезно русскому народу». Путём к этому названы возрождение «русского язычества», восстановление «ведических храмов». Книгу завершает лозунг «Да помогут русскому народу русские Боги Сварог, Перун и Велес!» и «Да воссияет над Россией великий бог солнца Ра!». От имени бога Ра автор производит слово «Рассея» — «так правильно называется наша страна».
Евреев, по мнению автора, следует частью судить, а остальных «полностью депортировать из России на веки вечные». Для подтверждения своих идей автор опирается на различные антисемитские фальсификации. Он рекомендует читателю ознакомиться с «Протоколами сионских мудрецов», но не в подлиннике, а в изложении Генри Форда. Книга включает текст подложного «Катехизиса еврея в СССР», популярного у русских сторонников антисемитизма. Использованы также публикации КОБР.
Автор предрекает возрождение языческих богов в эру Водолея, когда «арийская мощь» одержит победу над «еврейским дьяволом».

## Анализ
По мнению историка В. А. Шнирельмана книга написана в типичном для советского научного атеизма стиле разоблачения «лживой церковной пропаганды». Несколько глав посвящено примитивной критике христианства с позиций «здравого смысла». Тот же советский атеистический подход использован при критике иудаизма. По словам Шнирельмана, не понимая сути религии, автор трактует её как социальную и национальную идеологию. Как и другие сторонники антисемитизма, автор упрекает иудаизм в «шовинизме и расизме». Автор не обращался к первоисточникам, используя вместо них тенденциозно подобранные цитаты из Талмуда, опубликованные издательством «Витязь». Характеризуя иудаизм, автор применяет расхожие антисемитские штампы: «иудаизм — преступная идеология», «еврейские синагоги — это… центры международной мафии», «евреи — это пятая колонна сионизма в любом государстве». Не понимая суть христианства, автор смешивает его с иудаизмом и объявляет национальной еврейской религией, следуя антисемитскому сочинению «Десионизация» одного из основателей русского неоязычества Валерия Емельянова.
В книге развивается типичный для постколониальных стран миф о «похищении знаний». Автор утверждает, что иудеи и христиане украли идеи, принципы и символы «языческой религии ариев», Альберт Эйнштейн украл идеи Пуанкаре, и в целом «украсть чужое и выдать за своё — типичный метод еврейской гениальности».
Книга содержит логические нарушения и внутренние противоречия. Автор манипулирует понятиями. Так, на одной и той же странице утверждает, что абсолютной истины не существует, и что «плюрализм просто не нужен». Подчеркивается принадлежность Бенджамина Франклина и Джорджа Вашингтона к масонам, то есть к слугам «всесильных евреев», и одновременно цитируются их антисемитские высказывания. Согласно автору, от евреев исходит лишь ложь и доверять им нельзя, в то же время в книге с полным доверием использована гипотеза еврея Зигмунда Фрейда, что Моисей был египетским жрецом. Сталин объявлен «грузинским евреем», одновременно с одобрением сообщается, что он преследовал «жидов и сионистов».
Р. В. Шиженский отмечает, что автор является проводником неоязыческого мифа о князе Владимире.
По мнению историка Л. С. Клейна, автор плохо владеет русским языком (например, «два мужчины»).

## Влияние и запреты
Зимой 2006 года в ходе расследования дела Александра Копцева, напавшего с ножом на прихожан московской синагоги на Большой Бронной, было установлено, что его настольной книгой была «Удар русских богов»; весной 2006 года Нагатинская прокуратура возбудила уголовное дело по статье 282 ч. 1 УК РФ («разжигание межнациональной ненависти и вражды») по факту распространения в сети Интернет текстов книги.
В марте 2009 года в защиту книги и её автора выступил вице-спикер Госдумы, лидер ЛДПР Владимир Жириновский.
В 2007 году студент одного из вузов Пензы был привлечён к уголовной ответственности по ч. 1 ст. 214 УК РФ (вандализм) и по ч. 2 ст. 318 УК РФ (применение насилия в отношении представителя власти опасного для жизни и здоровья) за нанесение нескольких ударов топором по мемориальной гранитной плите, которую расколол на части и повреждение деревянного креста на месте будущего строительства Свято-Елисаветинского духовно-попечительского центра, а также за сопротивление сотрудникам правоохранительных органов при попытке задержания и причинение одному из них химического ожога глаз жидкостью из газового балончика. Во время судебного процесса обвиняемый заявил, что совершил свой противоправный поступок под впечатлением от книги «Удар русских богов», где содержится критика христианской религии. 18 августа 2008 года Октябрьский районный суд вынес приговор обвиняемому, назначив в качестве наказания 3 года и 15 дней условно.
Летом 2007 года прокуратура Саратовской области по факту продажи книги В. Истархова в магазинах г. Саратова возбудила уголовное дело по ст. 282 ч. 1 УК РФ.
В 2008 году в органы прокуратуры Верх-Исетского района Екатеринбурга поступила информация о распространении книги «Удар русских богов» в одном из книжных магазинов Екатеринбурга. Прокуратура обратилась в Верх-Исетский районный суд с представлениями о признании книги экстремистской. Основанием для обращения в суд стало заключение кандидата философских наук, доцента и начальника кафедры философии УрЮИ МВД России П. Е. Суслонова, где были приведены свидетельства о наличии в тексте книги лексики и стиля изложения, содержащих призывы к ненависти и вражде, а также унижение человеческого достоинства по половому, расовому, национальному, языковому признакам, по происхождению, отношению к религии и принадлежности к какой-либо социальной группе.
3 июля 2008 года решением Верх-Исетского районного суда Екатеринбурга представление прокурора о признании книги «Удар русских богов» экстремистской было удовлетворено. 27 января 2009 года в законную силу вступило Определение Судебной коллегии по гражданским делам Свердловского областного суда об отмене решения Верх-Исетского районного суда в связи с процедурными нарушениями и передаче дела на новое рассмотрение в тот же суд. 23 декабря 2009 года суд повторно удовлетворил представление прокурора о признании книги экстремистской. Решение суда вступило в силу 10 июня 2010 года. На основании решения суда книга была внесена в Федеральный список экстремистских материалов под номером 918.
Книга повторно включена в федеральный список экстремистских материалов под № 1955 на основании решения Темрюкского районного суда Краснодарского края от 6 марта 2013 года.
На территории Казахстана книга запрещена к ввозу, изданию и распространению с 2013 года. С 8 по 10 ноября 2017 года по причине нахождения на ресурсе поста, в котором эта книга рекомендуется к прочтению, в Казахстане был заблокирован информационно-развлекательный сайт Пикабу.